# Joachim Gérard
Joachim Gérard (Ukkel, 15 oktober 1988) is een Belgische rolstoeltennisser (enkel- en dubbelspel).
Gérard liep toen hij negen maanden oud was polio op waardoor hij een beperking kreeg aan zijn rechterbeen. Hij begon te tennissen toen hij twaalf jaar oud was en speelde al vrij snel wedstrijden. In 2004 eindigde hij als derde in de World Cup in Nieuw-Zeeland, samen met Mike Denayer. In 2006 werd Gérard wereldkampioen bij de junioren.
Hij nam voor België deel aan de Paralympische Zomerspelen 2008 in Peking, waar hij de achtste finales bereikte. Vier jaar later haalde hij de kwartfinales. Zijn grootste prestatie tot op heden kwam in 2015, toen hij de Masters in Londen won.
Op 22 december 2013 werd hij in België verkozen tot Paralympiër van het Jaar. Enkele weken eerder werd Gérard gekozen als laureaat voor de Nationale Trofee Victor Boin 2013.
Gérard won vier grandslamtitels in het dubbelspel: Roland Garros 2014 (met de Fransman Stéphane Houdet), Australian Open 2017 (met de Brit Gordon Reid), Australian Open 2019 (met de Zweed Stefan Olsson) en Wimbledon 2019 (weer met Olsson).
In 2021 won hij zijn eerste grandslamtitel in het enkelspel, op het Australian Open. In juli volgde de tweede, op Wimbledon.